# Chanteloup, Deux-Sèvres
Chanteloup là một xã trong tỉnh Deux-Sèvres trong vùng Nouvelle-Aquitaine ở phía tây nước Pháp. Xã này nằm ở khu vực có độ cao trung bình 235 mét trên mực nước biển.
Lâu đài Etrie tại Chanteloup được xây vào thế kỷ 17 bởi dòng họ Beauregard.